# 双马童

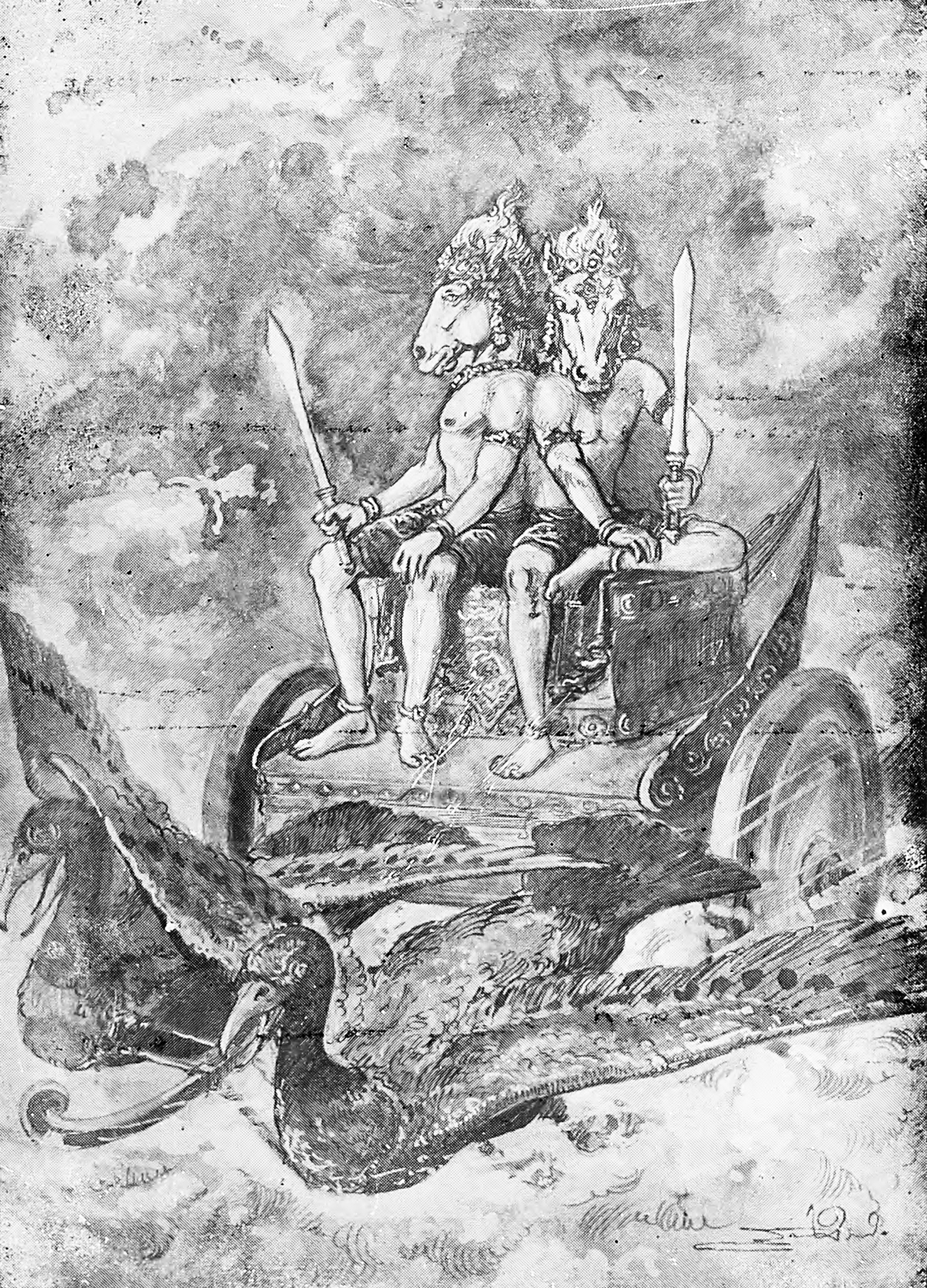
双马童

双马童（梵语：अश्विन，音译为阿史文，字面意思为“驯马者”，按另一些解释，则为“马所生的”）是婆罗门教-印度教中的一对双子神。  
双马童主要是吠陀神，关于他们的出身有许多种互相矛盾的说法，后期的说法就更加混乱。据梨俱吠陀记载，双马童是云之女神娑朗由（陀湿多之女）和太阳神苏利耶的一对儿子。值得注意的是，与娑朗由结婚的太阳神是毗婆薮，他被认为是苏利耶的另一个形象；但在原始神话中，毗婆薮与苏利耶未必是同一个人。双马童在吠陀经典里是象征着日出与日落的神，是一对容貌俊美的青年，于每天黎明时乘坐金车驶过天空。在吠陀里，双马童也是驱逐病痛的神医，并且惩治恶徒。吠陀经常提到他们救起一个落水者的故事。双马童似乎总是兄弟两人一起行动。公元前5世纪的古印度语言学家耶斯迦说，他们一个是黑夜之子，一个是黎明之子。
双马童是吠陀时代雅利安人最崇拜的大神之一。梨俱吠陀中共有376处提到他们的名字；有57首颂歌是专门献给双马童的（1.3，1.22，1.34，1.46-47，1.112，1.116-120，1.157-158，1.180-184，2.20，3.58，4.43-45，5.73-78，6.62-63，7.67-74，8.5，8.8-10，8.22，8.26，8.35，8.57，8.73，8.85-87，10.24，10.39-41，10.143），这在梨俱吠陀中是个庞大的数字，仅次于因陀罗、阿耆尼和苏摩。在吠陀颂歌中提到一个关于双马童的著名神话。食乳仙人决心冒死向双马童传授被因陀罗独占的“蜂蜜奥义”。因陀罗大怒，发誓要砍掉仙人的脑袋。但双马童两兄弟想出一个计策。他们用一个马头换下了食乳仙人的头，结果因陀罗为履行誓言，只好把马头砍掉。双马童再将仙人的头安回，于是成功地学到了蜂蜜奥义。广林奥义书也讲述了相同的故事。
大史诗摩诃婆罗多里保存了许多关于双马童的传说。实际上，般度五子（他们都是由天神所感生的）中年龄最小的两人无种和偕天是双马童的儿子；与他们的真正父亲一样，无种和偕天也是一对双胞胎。
在中亞古代雅利安人聚居的洞穴，仍然可發現不少繪有雙馬童的壁畫。相傳雙馬童信仰亦為現世馬頭觀音的原型。